# Queen (альбом Ники Минаж)
«Queen» (с англ. — «Королева») — четвёртый студийный альбом американской хип-хоп-исполнительницы Ники Минаж, который вышел 10 августа 2018 года. В альбоме присутствуют коллаборации с Эминемом, Labrinth, Лил Уэйном, Арианой Гранде, The Weeknd, Swae Lee, Фьючером и Фокси Браун. Альбом дебютировал со 2 строчки чарта «Billboard 200» с продажами 185 000 копий пластинки, 78 000 из которых — чистые продажи, без учёта стриминга.
В поддержку альбома было выпущено пять синглов: «Chun-Li», «Barbie Tingz» (оба 12 апреля 2018 года), «Bed», записанный при участии певицы Арианы Гранде (14 июня 2018 года), «Barbie Dreams» (14 августа 2018 года), «Good Form» (29 ноября 2018 года). 11 июня был выпущен промосингл «Rich Sex», записанный при участии рэпера Лил Уэйна. Предзаказ альбома стартовал 14 июня вместе с выходом сингла «Bed». Дата релиза альбома менялась несколько раз.

## Промокампания и релиз
7 мая 2018 года во время интервью на мероприятии Met Gala Ники Минаж объявила название и дату выхода альбома. Исполнительница сообщила, что он будет называться Queen и выйдет 15 июня 2018 года. Однако, позже та сообщила, что релиз её альбома перенесён на 10 августа 2018. Также Минаж выступила на развлекательной телепередаче Saturday Night Live 19 мая 2018 года в последнем эпизоде 43 сезона.
В поддержку альбома певица отправится в концертный тур NickiHndrxx Tour, совместно с Фьючером. Изначально он должен был начаться в сентябре 2018 года, однако певица передвинула дату старта на январь 2019 года, так как не успела подготовить шоу.
Также Ники посещала Queen Radio, радио на котором она рассказывала об альбоме, синглах, предстоящих проектах и т. д. Так же на радио, Ники рассказала подробности конфликта с Карди Би.

## Отзывы
| Совокупная оценка    | Совокупная оценка |
| Источник             | Оценка            |
| -------------------- | ----------------- |
| Metacritic           | 70/100            |
| Оценки критиков      |                   |
| Источник             | Оценка            |
| The Independent      | [ 8 ]             |
| Rolling Stone        | [ 9 ]             |
| The Guardian         | [ 10 ]            |
| NME                  | [ 11 ]            |
| Slant                | [ 12 ]            |
| Pitchfork            | 7,6/10            |
| Exclaim!             | 7/10              |
| The 405              | 6/10              |
| HipHopDX             | 3,4/5             |
| Entertainment Weekly | B                 |

Элла Джуквей из журнала The Independent написала, что альбом Queen является самым важным в карьере Минаж, отметив, что в первый раз за всю свою карьеру артистка сталкивается с реальным соперничеством, и эта запись подтверждает, что конкуренция выявляет у неё только лучшие качества. Также Элла добавила, что несмотря на некоторую бессвязность в отдельных моментах в альбоме, Минаж по-прежнему остаётся одной из лучших в своей области. Кэти Яндоли из журнала Billboard заявила, что Queen служит наглядным примером долговечности Ники в рэп-индустрии, и назвала артистку «заслуженной правительницей рэпа», однако раскритиковала альбом за его длительность. Брайан Ролли из журнала Forbes дал смешанный отзыв альбому, сказав, что Queen — это «отличный альбом с 10 треками, который скрывается за беспорядочным альбомом с 19 треками», однако похвалив при этом тексты песен. Джонни Коулман из журнала The Hollywood Reporter дал негативный отзыв альбому, назвав его «неутешительной путаницей» и подчеркнув, что в этом альбоме Минаж не раскрывает ни своих, ни чужих проблем в значимом ключе. Также Джонни сделал вывод, что альбом является «очередным плейлистом, содержащим в себе бессвязную смесь хитов-однодневок, которые забываются спустя пару недель».

## Синглы
- «Chun-Li» была анонсирована самой исполнительницей в социальных сетях 10 апреля 2018 года. Премьера песни состоялась 12 апреля 2018 года, и была объявлена как лид-сингл альбома. В чарте Billboard Hot 100 песня дебютировала на 92-й позиции, а затем резко поднялась, заняв 10-ю позицию на второй неделе пребывания в чарте.
- Сингл «Bed», при участии певицы Арианы Гранде, был выпущен 14 июня 2018 года. Одновременно с выходом сингла, стартовал предзаказ альбома. Песня дебютировала в чарте Billboard Hot 100 на 46 строчке. С выходом альбома сингл поднялся на 42 строчку.
- «Barbie Dreams» был выпущен 14 августа 2018 года. С выходом альбома композиция дебютировала на 18 строчке в Billboard Hot 100. Видеоклип был выпущен 10 сентября 2018 года.
- Премьера сингла «Majesty» должна была состоятся 16 октября 2018 года, однако премьеру сингла отменили по неизвестным причинам. Из-за большой популярности трека «Good Form» среди фанатов певицы, Ники приняла решение выпустить песню в качестве сингла 13 ноября 2018 года, однако позже отменила это решение. В итоге синглом был выпущен ремикс при участии Лил Уэйна 29 ноября 2018 года. Ники исполнила песню на MTV Europe Music Awards 2018.

#### Другие песни и промосинглы
- Песня «Barbie Tingz» была выпущена в один день с «Chun-Li» 12 апреля 2018 года, однако «Barbie Tingz» не вошла в оригинальный трек-лист альбома, но попала в эксклюзивное издание Target. В чарте Billboard Hot 100 песня достигла пика под номером 25.
- Промосингл «Rich Sex» был выпущен 11 июня 2018 года.
- Видеоклип на песню «Ganja Burn» был выпущен 13 августа 2018 года, несмотря на то, что песня не является синглом.
- Трек «Sorry» при участии репера Наса должен был войти в альбом, однако не попал в него, так как в песне содержится семпл песни Трейси Чепмэн «Baby Can I Hold You»
- Песня «Fefe» американского репера 6ix9ine при участии Ники Минаж и Murda Beatz был выпущен 22 июля 2018 года и достиг максимально третьей строчки в чарте Billboard Hot 100. Песня была включена в цифровое издание альбома «Queen»
- 31 января Ники анонсировала премьеру видеоклипа на трек «Hard White». 1 февраля состоялась премьера клипа.

## Список композиций
| №                   | Название                            | Автор(ы)                                                                      | Продюсер(ы)                               | Длительность |
| ------------------- | ----------------------------------- | ----------------------------------------------------------------------------- | ----------------------------------------- | ------------ |
| 1.                  | «Ganja Burns»                       | Оника Мараж Джейрус Мози Джереми Рейд                                         | Дж. Рейд                                  | 4:54         |
| 2.                  | «Majesty» (с Эминемом и Labrinth)   | Мараж Луи Ресто Маршалл Мэтерс Тимоти Маккензи                                | Labrinth Эминем                           | 4:55         |
| 3.                  | «Barbie Dreams»                     | Мараж Ривелино Воутер Рашад Смит Мелвин Хоу III                               | Mel & Mus Смит                            | 4:39         |
| 4.                  | «Rich Sex» (с Лил Уэйном)           | Мараж Дуэйн Картер Обри Дилэйн Джавара Хэдли Джереми Рейд                     | Big Juice Дж. Рейд                        | 3:12         |
| 5.                  | «Hard White»                        | Мараж Мэттью Сэмюэлс Бриттани Хаззард Рамон Ибанга-мл.                        | Boi-1da Illmind                           | 3:13         |
| 6.                  | «Bed» (с Арианой Гранде)            | Мараж Дуэйн Чин-Куи Бенджамин Дьель Брэтт Бэйли Гамал Льюис Мэскон Дэвид Эшер | Supa Dups Beats Bailey Messy Ben Billions | 3:10         |
| 7.                  | «Thought I Knew You» (с The Weeknd) | Мараж Эйбел Тесфайе Рейд Хаззард                                              | Дж. Рейд                                  | 3:18         |
| 8.                  | «Run & Hide»                        | Мараж Масамуне Кудо Бриттани Хаззард Руперт Томас-мл.                         | Rex Kudo Sevn Thomas                      | 2:34         |
| 9.                  | «Chun Swae» (с Swae Lee)            | Мараж Халиф Браун Леланд Уэйн                                                 | Metro Boomin                              | 6:10         |
| 10.                 | «Chun-Li»                           | Мараж Рейд                                                                    | Рейд Ники Минаж                           | 3:11         |
| 11.                 | «LLC»                               | Мараж Джейсон Фокс Расул Диаз Уэсли Дис                                       | Sool DJ Wes JFK                           | 3:41         |
| 12.                 | «Good Form»                         | Мараж Майкл Уильямс II                                                        | Mike Will Made It Pluss                   | 3:19         |
| 13.                 | «Nip Tuck»                          | Мараж Хаззард Дэниел Джонсон Джереми Колман Джун Навакии                      | JMIKE Kane Beatz Nawakii                  | 3:27         |
| 14.                 | «2 Lit 2 Late» (Интерлюдия)         | Мараж Хаззард Джулиан Грэмма Адам Фини                                        | J Gramm Frank Dukes                       | 0:55         |
| 15.                 | «Come See About Me»                 | Мараж Хаззард Кристофер Брайд Генри Уолтер                                    | Брайд Уолтер                              | 4:06         |
| 16.                 | «Sir» (с Фьючером)                  | Мараж Уэйн Нэйвэдиус Уилбурн Ксавьер Дотсон                                   | Metro Boomin Zaytoven                     | 3:44         |
| 17.                 | «Miami»                             | Мараж Диаз Дуглас Пэттерсон Шэйн Линдстрём                                    | Murda Beatz                               | 3:10         |
| 18.                 | «Coco Chanel» (с Фокси Браун)       | Мараж Эшли Бэннистер Джошуа Адамс Инга Марчанд                                | J Beatzz                                  | 3:44         |
| 19.                 | «Inspirations» (Окончание)          | Мараж Адамс Бэннистер                                                         | J Beatzz Бэннистер                        | 0:58         |
| Общая длительность: | Общая длительность:                 | Общая длительность:                                                           | Общая длительность:                       | 66:19        |

| №                   | Название                 | Автор(ы)                                  | {{{extra_column}}}      | Длительность |
| ------------------- | ------------------------ | ----------------------------------------- | ----------------------- | ------------ |
| 20.                 | «Good Form» (с Лил Уэйн) | Мараж Майкл Уильямс II Остин Хоган Картер | Mike Will Made It Pluss | 3:57         |
| Общая длительность: | Общая длительность:      | Общая длительность:                       | Общая длительность:     | 70:16        |

| №                   | Название                                    | Автор(ы)                                                                  | Продюсер(ы)         | Длительность |
| ------------------- | ------------------------------------------- | ------------------------------------------------------------------------- | ------------------- | ------------ |
| 20.                 | «Fefe» (6ix9ine с Ники Минаж и Murda Beatz) | Эндрю Грин Даниэль Эрнандес Мараж Линдстрём Кевин Гомрингер Тим Гомрингер | Murda Beatz Cubeatz | 2:59         |
| Общая длительность: | Общая длительность:                         | Общая длительность:                                                       | Общая длительность: | 69:18        |

| №   | Название          | Автор(ы)                         | Длительность |
| --- | ----------------- | -------------------------------- | ------------ |
| 20. | «Barbie Tingz»    | Мараж Рейд                       | 3:11         |
| 21. | «Regular Degular» | Мараж Винсент Ватсон Кори Мартин | 3:33         |

Примечания
- Песня «Barbie Dreams» содержит семплы из песни «Just Playing (Dreams)», написанной Кристофером Уэллэйсом и Рашадом Смитом и исполненной The Notorious B.I.G.[23]
- Название песни «Fefe» написано заглавными буквами.

## Чарты
| Чарт (2018)                              | Высшая позиция |
| ---------------------------------------- | -------------- |
| Australian Albums (ARIA)                 | 4              |
| Austrian Albums (Ö3 Austria)             | 19             |
| Бельгия/Фландрия (Ultratop)              | 11             |
| Бельгия/Валлония (Ultratop)              | 8              |
| Canadian Albums (Billboard)              | 2              |
| Czech Albums (ČNS IFPI)                  | 44             |
| Danish Albums (Hitlisten)                | 18             |
| Нидерланды (Album Top 100)               | 8              |
| Finnish Albums (Suomen virallinen lista) | 11             |
| French Albums (SNEP)                     | 7              |
| Германия (Offizielle Top 100)            | 18             |
| Hungarian Albums (MAHASZ)                | 31             |
| Ирландия (IRMA)                          | 5              |
| Italian Albums (FIMI)                    | 19             |
| Kazakhstani Album Charts                 | 1              |
| New Zealand Albums (RMNZ)                | 8              |
| Норвегия (VG-lista)                      | 9              |
| Polish Albums (ZPAV)                     | 27             |
| Scottish Albums (OCC)                    | 15             |
| Spanish Albums (PROMUSICAE)              | 19             |
| Swedish Albums (Sverigetopplistan)       | 15             |
| Swiss Albums (Schweizer Hitparade)       | 5              |
| Великобритания (UK Albums Chart)         | 5              |
| UK R&B Albums (OCC)                      | 1              |
| US Billboard 200                         | 2              |
| US Top R&B/Hip-Hop Albums (Billboard)    | 2              |